# Кино, Филипп
Фили́пп Кино́ (фр. Philippe Quinault, 3 июня 1635, Париж — 26 ноября 1688, Париж) — французский поэт, драматург, либреттист; ученик Тристана Отшельника, который ввёл его в литературное общество; автор трагедий, игравшихся в театре «Бургундский отель»; с 1655 года — секретарь герцога де Гиза; в 1670 году был избран членом Французской Академии. Постоянный либреттист Люлли, в том числе автор либретто оперы «Армида» (1686), на которое в 1777 году написал одноимённую оперу К. В. Глюк.
Вольтер в «Веке Людовика XIV» (1751) ставит Кино в один ряд с П. Корнелем, Ж. Расином, Н. Буало, Мольером и Лафонтеном.

## Основные произведения
- «Соперники», комедия (1653)
- «Нескромный любовник», комедия (1654)
- «Удары любви и Фортуны», комедия (1655)
- «Комедия без комедии» (1655)
- «Амалазонта», трагикомедия (1657)
- «Смерть Кира», трагедия (1659)
- «Любовь Лизис и Геспера», аллегорическая пастораль (1660)
- «Мать-кокетка», комедия (1665)
- «Беллерофонт», трагедия (1671)
- «Альцеста», трагедия
- «Амадис», трагедия
- «Атис», трагедия
- «Кадм», трагедия
- «Изида», трагедия
- «Персей», трагедия
- «Фаэтон», трагедия
- «Роланд», трагедия (1685)
- «Влюбленный призрак», комедия (1659)